# Correzzola
Correzzola es una localidad y comune italiana de la provincia de Padua, región de Véneto, con 5.605 habitantes.

## Evolución demográfica
| Gráfica de evolución demográfica de Correzzola entre 1861 y 2001 |
|                                                                  |
| Fuente ISTAT - elaboración gráfica de Wikipedia                  |